# Magyar Posta Zrt.

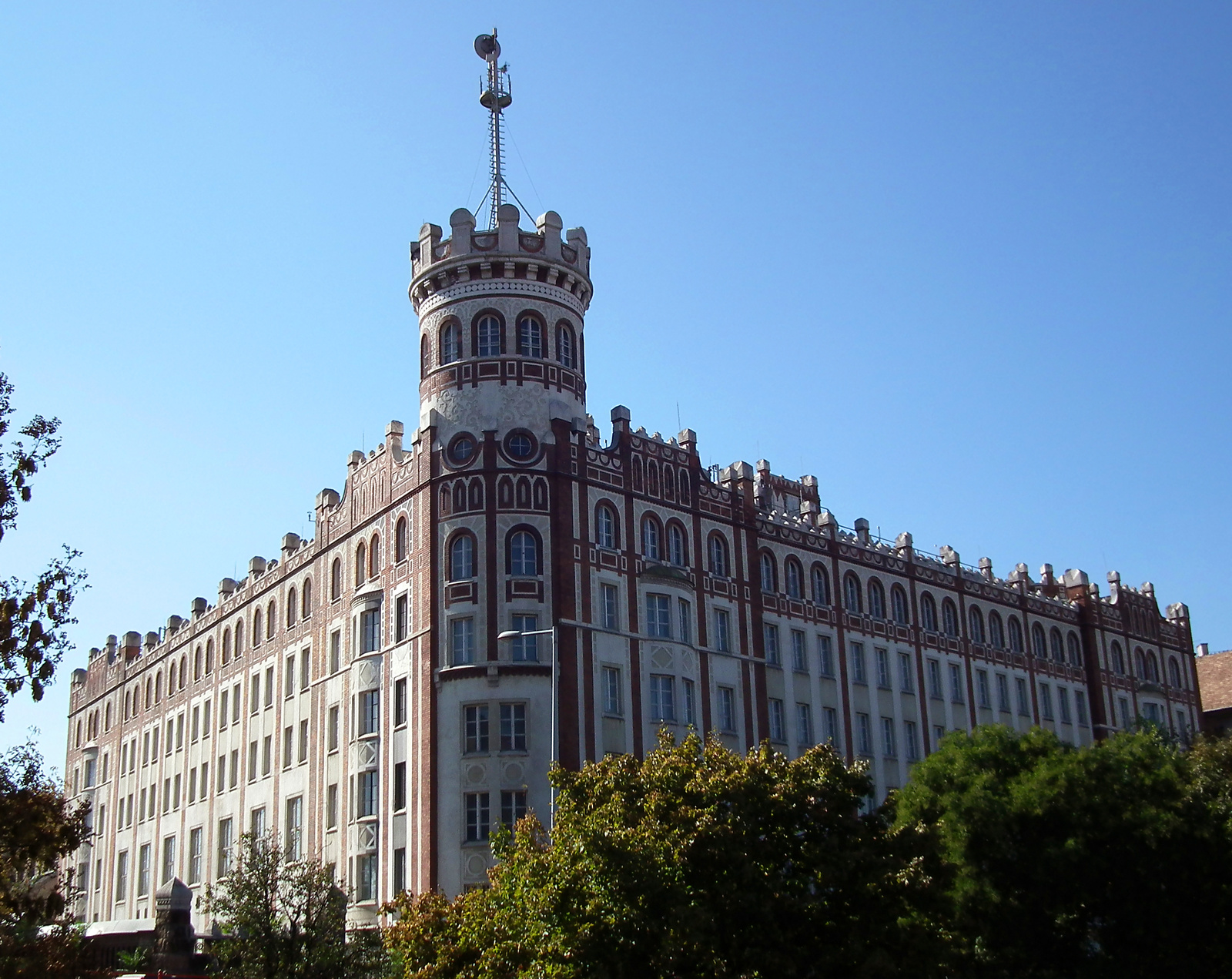
A Posta régebbi székháza: a Postapalota

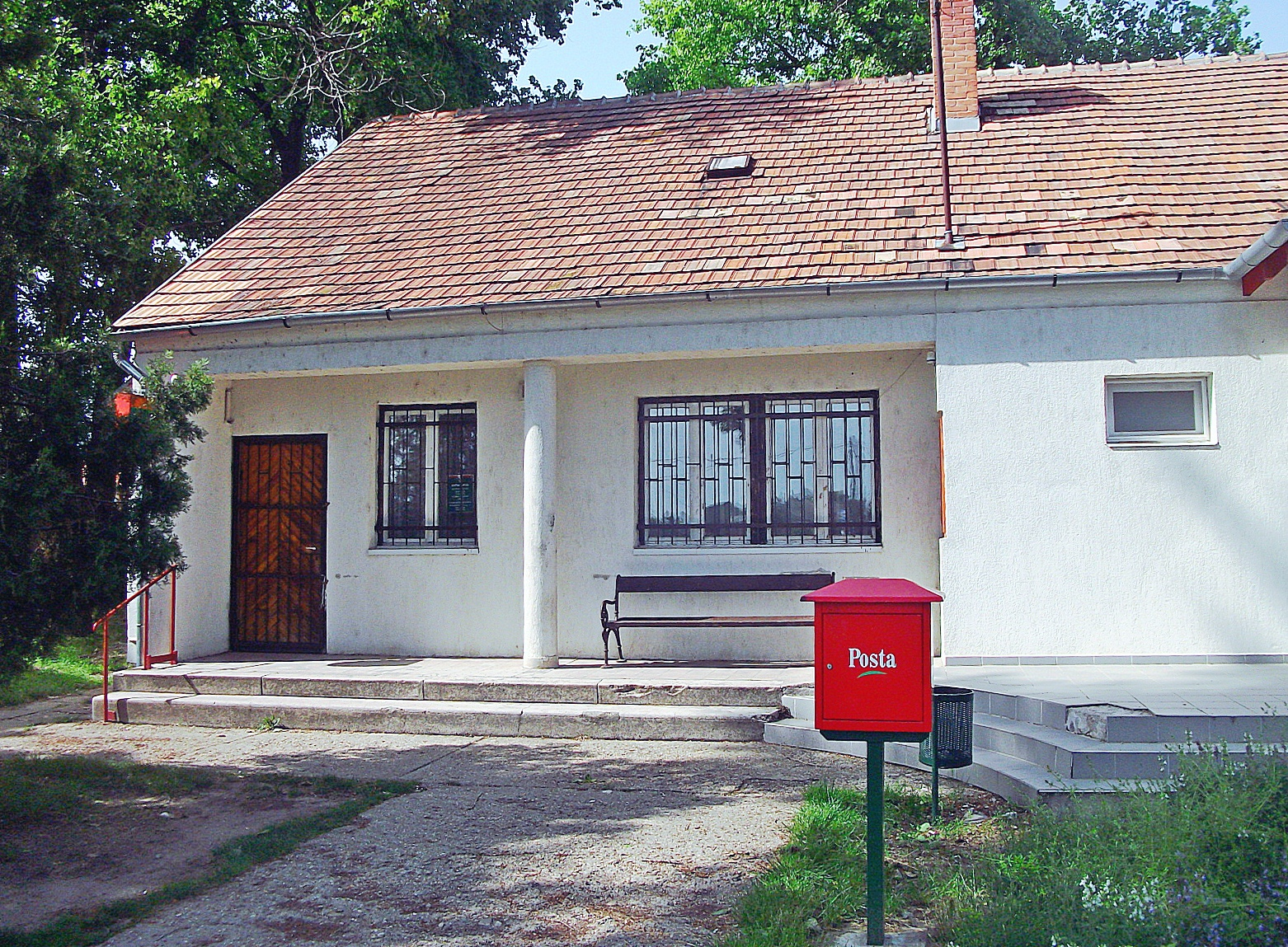
A Magyar Posta Zrt. épülete Zichyújfaluban

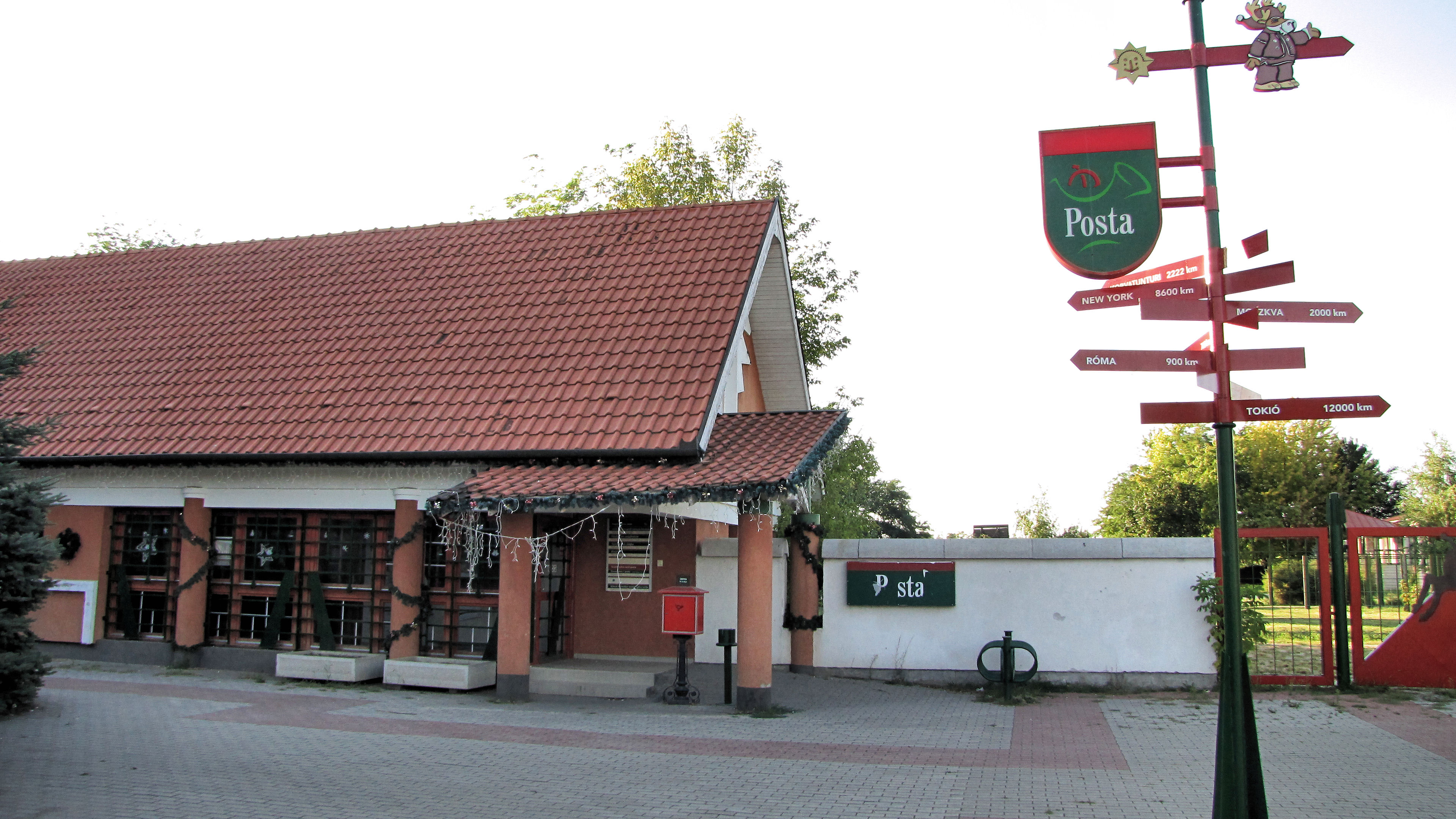
A Magyar Posta épülete Nagykarácsonyban

A Magyar Posta Zrt. állami tulajdonban lévő vállalat, mely Magyarország postaforgalmát bonyolítja le. A Magyar Posta a levél- és csomagküldemények felvétele mellett pénzügyi és pénzforgalmi szolgáltatásokat (befizetés, kifizetés, pénzküldemény stb.) is nyújt, illetve hírlapterjesztést és kiskereskedelmi tevékenységet is végez (boríték, bélyeg, képeslap stb.értékesítése). A vállalat ezenfelül marketing szolgáltatásokat, logisztikai szolgáltatásokat, folyószámla- és hitelszolgáltatásokat és biztosítást is kínál.
A Magyar Posta Zrt. országos hálózatában több mint 2 700 posta, több száz mobilposta járat, 12 manuális küldeményfeldolgozó pont, Nemzetközi Posta Kicserélő Központ, Hírlap Logisztikai Üzem, Komplex Logisztikai Szolgáltatások Üzem és a budaörsi Országos Logisztikai Központ található, amelyek segítségével a küldemények szállítása, feldolgozása, kézbesítése történik.
A Coface CEE Top 500 rangsor szerint 2021-ben Magyarország 58. és Közép- és Kelet-Európa 441. legnagyobb forgalmú vállalata. 2022-ben nem szerepelt az 500-as listán.
Az ország több pontján Postamúzeum is található.

## Története
A magyar posta története a honfoglalástól a mai, állami tulajdonban levő Magyar Posta Zrt-ig terjed.
A rendszerváltás idején, 1989 decemberében a posta három nagy szolgáltatási ága szétvált, önálló vállalattá alakultak: létrejött a Magyar Posta Vállalat (ma Magyar Posta Zrt.), a Magyar Távközlési Vállalat (ma Magyar Telekom Nyrt.) és a Magyar Műsorszóró Vállalat (ma Antenna Hungária Zrt.). A hagyományos postai szolgáltatásokhoz visszatérő Magyar Posta Vállalat a hálózat észszerűsítésével, technológiai korszerűsítésekkel, új szolgáltatásokkal igyekezett reagálni a megváltozott helyzetre.
A kilencvenes években korszerűsödött a pénzforgalmi bizonylatok rendszere és feldolgozása, létrejött az Posta Elszámoló Központ (PEK), a gépesített nagybani levél-előállító üzem, megkezdődött az Integrált Posta Hálózat bevezetése. A postahálózat korszerűsítése jegyében postaügynökségek alakultak, bevezették a mobil postai ellátást és a postapartner programot. 2004-ben a szállítási-feldolgozási rendszer korszerűsítésére létrejött Budaörsön az Országos Logisztikai Központ, ami azt is jelentette, hogy megszűnt a vasúti szállítás, a postai küldeményeket azóta csak közúton szállítják.
1994-től részvénytársaságként, 2006-tól zártkörűen működő részvénytársaságként működik a magyar postaszolgálat. Modernizációjának méltatásaként 2009-ben World Mail Awards nemzetközi elismerésben részesült a Magyar Posta. 2013-tól az Európai Unió szabályai szerint az egységes piac létrehozása érdekében Magyarországon is liberalizálták a postai szolgáltatásokat.

## Szolgáltatásai

### Magánszemélyeknek nyújtott szolgáltatások

#### Küldemény feladása

##### Levél belföldre
- Levél
- Elsőbbségi
- Postakész termékcsalád[10]
- Hibridlevél

##### Levél külföldre
- Nemzetközi levél, levelezőlap
- Nemzetközi elsőbbségi
- Nemzetközi postakész boríték
- Nemzetközi EMS gyorsposta[11]
- Hibridlevél

##### Csomag belföldre
- Csomag címiratkitöltő
- MPL Üzleti csomag
- MPL Postacsomag

##### Csomag külföldre
- Csomag címiratkitöltő
- Nemzetközi postacsomag
- Nemzetközi EMS gyorsposta
- Európa+ csomag
- MPL Europe Standard

##### Hasznos tudnivalók
- Csomagolási útmutató
- Nemzetközi korlátozások
- Országlapok
- Postai díjak
- Postai vámügynöki szolgáltatás
- Nyomkövetés
- Helyes címzés
- Nemzetközi hírek

##### Többletszolgáltatások
- Ajánlott
- Tértivevény
- E-értesítés
- Értéknyilvánítás
- Postai lezárás
- Címzett kezébe
- Fizetést követő kézbesítés
- Saját kézbe
- Árufizetés
- Címzett fizet
- Postai csomagolódobozok

#### Küldemény érkezése

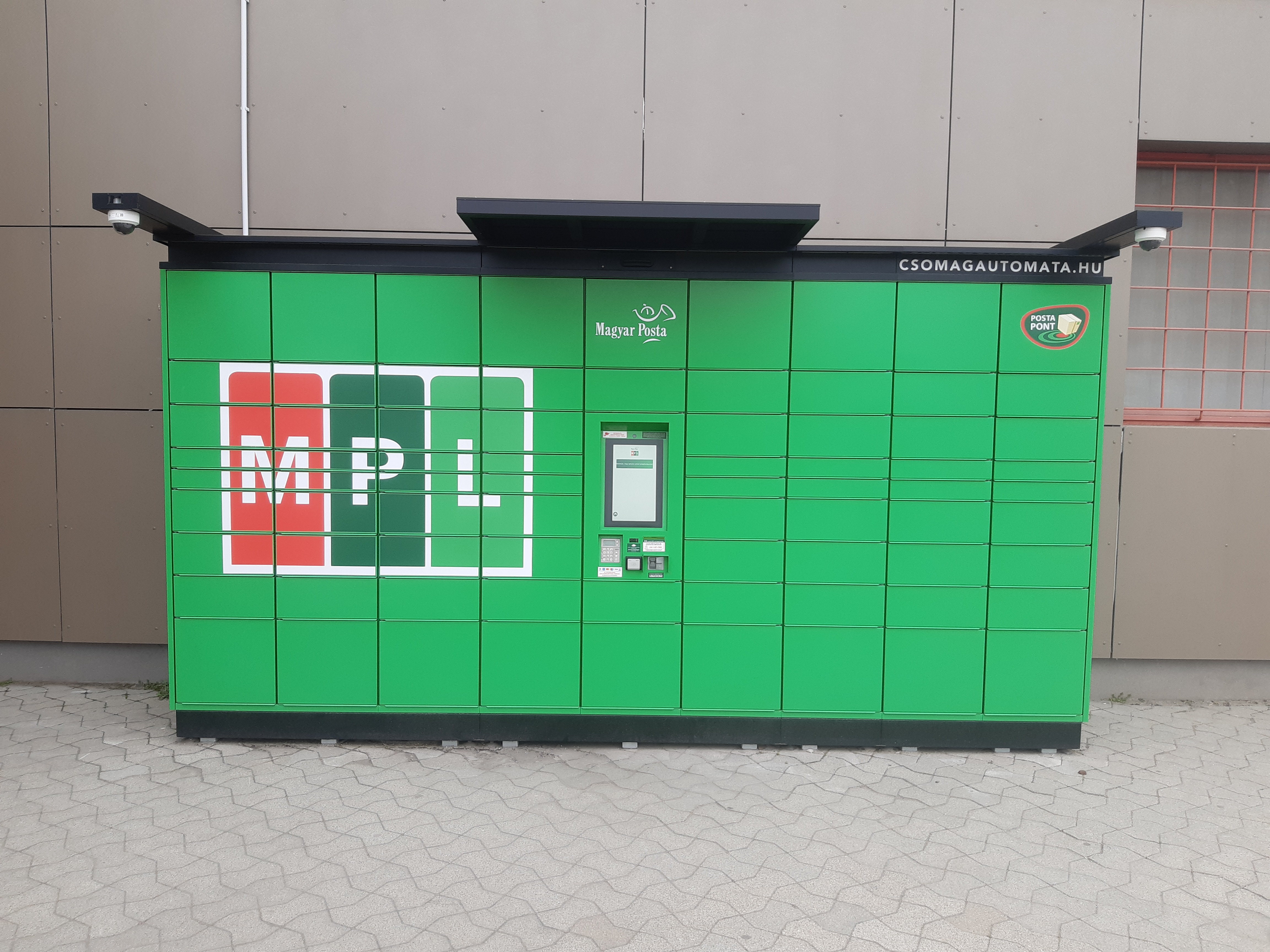
PostaPont Székesfehérvárott, a Budai úti Interspar bejáratánál

- Nyomkövetés
- Csomagautomata
- PostaPont
- Háznál történő felvétel
- Háznál történő csomagkézbesítés
- Csomagtárolás
- Időpontfoglalás
- Csomagőrzés
- Postafiók
- Utánküldés
- E-érkezés postafiókra
- Ismételt kézbesítés
- Postai vámügynöki szolgáltatás

##### Hasznos tudnivalók
- Fiókbérlet kereső
- Meghatalmazás
- Nemzetközi hírek
- Címzés internetes rendeléskor

#### Be- és kifizetés

##### Csekkbefizetés
- Csekkbefizetés postán (bankkártyával, készpénzzel)
- Csekkbefizetés automatán
- Csekkbefizetés QR-kóddal (iCsekk)
- Csekkoló

##### Pénzküldés belföldre
- Belföldi postautalvány
- Internetes kifizetési utalvány
- Western Union ® Pénzátutalás

##### Pénzküldés külföldre
- Nemzetközi postautalvány
- Nemzetközi gyorsutalvány
- Western Union ® Pénzátutalás

##### Pénzkifizetés
- Belföldi postautalvány kifizetés
- Kifizetési utalvány
- Nyugdíjkifizetés
- Nemzetközi postautalvány kifizetés
- Nemzetközi gyorsutalvány kifizetés
- Western Union ® kifizetés

##### Készpénz címletváltás
- Készpénz címletváltás

##### Pénzforgalmi információ- és adatszolgáltatás
- Pénzforgalmi információ- és adatszolgáltatás

#### Pénzügyi szolgáltatások

##### Bankszámlák
- Posta Bankszámla
- Posta Nyugdíjas Bankszámla
- Posta Hello Bankszámla

##### Posta Személyi Kölcsön
- Posta Személyi Kölcsön

##### Befektetési jegyek
- Magyar Posta Takarék Ingatlan Alap
- Magyar Posta Takarék Pénzpiaci Alap
- Magyar Posta Takarék Rövid Kötvény Alap
- Magyar Posta Takarék Hosszú Kötvény Alap
- Magyar Posta Takarék Harmónia Vegyes Alap

##### Bankszámlán leköthető betétek
- Posta Aktív Betét
- Posta Pénzhozó betét
- Számlabetétek
- Nyereménybetétek

##### Kötvények
- Postán csak visszaváltható kötvények

##### Lakás-előtakarékosság
- Fundamenta-Lakáskassza
- OTP Lakástakarék

##### Készpénzfelvétel és befizetés bankkártyával
- Készpénzfelvétel és befizetés bankkártyával

##### Betétek bankszámlanyitás nélkül
- FIX Betét
- Nyereménybetét

##### Állampapírok
- Kincstári Takarékjegy (1 éves, 2 éves lekötéssel)
- Értékpapírszámlán elhelyezhető állampapírok

##### Biztosítások
- Gépjármű-biztosítások
- Nyugdíjbiztosítás
- Életbiztosítások
- Utasbiztosítás
- Otthonbiztosítás
- Balesetbiztosítás

#### Közmű ügyintézés

##### Közműszolgáltatói ügyintézés
- Fiókirodák, ügyintézési pontok

#### Bélyeg

##### Bélyeg
- Filatéliai termékek vásárlása
- Filatéliai hírek
- Újdonságok
- Különlegességek
- Bélyeg archívum

##### Személyes bélyeg
- Személyes bélyeg
- Személyes bélyeg rendelése

##### Meseposta
- Programok
- Szülinapi partik rendezése

##### Bélyeggyűjtőknek
- Bélyeg kibocsátási programunk
- Bélyeg rendelés és előfizetés
- Elsőnapi posták
- Alkalmi bélyegzés
- Filatéliai szakszolgálat
- Filaposta

#### Újság

##### Újság, hírlap
- Belföldi lapok előfizetése
- Külföldi lapok előfizetése

#### Egyéb

##### Kiskereskedelem
- Szerencsejáték
- Kártyaolvasók
- Telefonegyenleg-feltöltés
- Príma Kupon
- SIM-kártya- és hívókártya-értékesítés a postán
- Parkolási egyenlegfeltöltés
- Jegyek, bérletek
- Borítékok és nyomtatványok
- Levélszekrények
- Illetékbélyeg

##### További szolgáltatások
- Sender! – e-képeslap
- Magyar Posta applikáció
- Időpontfoglalás
- ÉnPostám Hűségprogram
- Posta Utazás
- Posta Paletta utalványok
- Posta Fotókönyv
- Erzsébet-utalvány

### Üzleti partnereknek nyújtott szolgáltatások

#### Levél

##### Vállalati levélszolgáltatások
- Hibridlevél
- Tömeges levélfeladás
- Tömeges nemzetközi levélfeladás – FLEXI
- Szórólapterjesztés
- Küldeménycsomagolás
- Küldemény-bevizsgálás
- Bérmentesítő gép
- Nemzetközi szórólapterjesztés
- Hivatalos irat
- Komplex szolgáltatások
- Elektronikus feladójegyzék
- Válaszküldemény
- Dokumentumdigitalizálás

#### Logisztika

##### Logisztikai szolgáltatások
- MPL Üzleti csomag
- Komplex logisztika
- Címiratkitöltő és E-feladójegyzék készítő program
- Nyomkövetés
- Postai vámügynöki szolgáltatás
- Csomagolási útmutató

#### Pénzügy

##### Pénzforgalmi szolgáltatások
- Készpénzátutalási megbízás (sárga csekk)
- Postai számlabefizetési megbízás (fehér csekk)
- Kifizetési utalvány
- Telephelyen végzett kiegészítő szolgáltatás
- Készpénzfelvételi utalvány
- Hitelintézetek készpénzellátása/készpénzbefizetése
- Internetes kifizetési utalvány
- Készpénz címletváltás

#### Kényelmi

##### Kényelmi szolgáltatások
- Hibridlevél
- E-tértivevény
- E-kézbesítési jegyzék
- Ki-, és beszállítás
- Postafiók
- Postafiók-kereső
- Utánküldés
- E-érkezés postafiókra
- Ismételt kézbesítés
- Saját kézbe
- Háznál történő csomagkézbesítés
- Címzett fizet
- Dokumentum digitalizálás

#### Nemzetközi

##### Nemzetközi küldemények
- Országlapok
- Nemzetközi postacsomag
- Európa+ csomag
- Nemzetközi EMS gyorsposta
- Postai vámügynöki szolgáltatás
- Nemzetközi korlátozások

#### Hivatalos

##### Önkormányzatoknak, intézményeknek
- Hivatalos irat
- Komplex szolgáltatások
- Elektronikus feladójegyzék

#### Marketing

##### Direkt Marketing
- Kedvezményes DM levél
- Szórólapterjesztés
- Nemzetközi szórólapterjesztés
- Nemzetközi kereskedelmi válaszküldemény

#### Bélyeg

##### Együttműködési lehetőségek
- Ajándék ötletek
- Személyes bélyeg

#### Újság

##### Újságterjesztés
- Lapkiadóknak

#### Cafetéria

##### Cafetéria szolgáltatások
- Erzsébet-utalvány
- Posta Paletta utalványok[2]

## A Magyar Posta vezetői
vezérigazgatók
- Udvarhelyi Ödön (1945–1948)
- Katona Antal (1948–1953)
- Dedics Imre (1954–1958)
- Kövesi Béla (1958–1967)
- Horn Dezső (1967–1980)
- Tóth Illés (1980–1988)
- Köteles Zoltán (1989)
- Kertész Pál (1990–1992)
- Doros Béla (1992–1998)
- Krupanics Sándor (1998–1999)
- Varjú Tamás (2000)
- Kalmár István (2000–2002)
- Szabó Pál (2002–2008)
- Szűts Ildikó (2008–2010)
- Schmidt Pál (2010–2011)
- Geszti László (2011–2013)
- Szarka Zsolt (2013−2016)
- Illés Zoltán (2016−2018)
- ifj. Schamschula György (2018–2022)
- Balczó Barnabás (2022–2025)